# Lliga namibiana de futbol
La Lliga namibiana de futbol (Namibia Premier League (NPL), oficialment MTC Namibia Premier League per patrocini) és la màxima competició futbolística de Namíbia.

## Clubs participants temporada 2017/18
- African Stars (Windhoek)
- Black Africa (Windhoek)
- Blue Waters (Walvis Bay)
- Chief Santos (Tsumeb)
- Citizens (Windhoek)
- Civics (Windhoek)
- Eleven Arrows (Walvis Bay)
- Life Fighters (Otjiwarongo)
- Mighty Gunners (Otjiwarongo)
- Orlando Pirates (Windhoek)
- Rundu Chiefs (Rundu)
- Tigers (Windhoek)
- Tura Magic (Windhoek)
- UNAM (Windhoek)
- Young Africans (Gobabis)
- Young Chiefs (Oshakati)

## Historial
Font:

### Abans de la independència
Fins a 1976 hi havia lligues separades per a blancs i per a negres. L'any 1977 es disputà per primer cop un partit de campionat per determinar el campió global entre el campió dels negres (African Stars) i el dels blancs (Ramblers).
| Windhoek area - 1966: SK Windhoek [blancs] - 1967: Ramblers Windhoek - 1975: Ramblers Windhoek - 1976: Orlando Pirates [blancs]/African Stars [negres] - 1977: African Stars 2-0 Ramblers - 1979: Orlando Pirates - 1980: African Stars | Walvis Bay area - 1961: Atlantis SC - 1963: Atlantis SC - 1969: Swakopmund FC | National Soccer League - 1985: Tigers Windhoek (1) - 1986: Chelsea Grootfontein (1) - 1987: Black Africa FC (1) - 1988: Blue Waters FC (1) - 1989: Black Africa FC (2) - 1990: Orlando Pirates (1) |

### Després de la independència
- 1991:  Eleven Arrows (1)
- 1992:  Ramblers Windhoek (1)
- 1993:  Chief Santos (1)
- 1994:  Black Africa FC (3)
- 1995:  Black Africa FC (4)
- 1996:  Blue Waters FC (2)
- 1997: no es disputà
- 1998:  Black Africa FC (5)
- 1999:  Black Africa FC (6)
- 2000:  Blue Waters FC (3)
- 2001-02:  Liverpool (1)
- 2002-03:  Chief Santos (2)
- 2003-04:  Blue Waters FC (4)
- 2004-05:  FC Civics (1)
- 2005-06:  FC Civics (2)
- 2006-07:  FC Civics (3)
- 2007-08:  Orlando Pirates (2)
- 2008-09:  African Stars FC (1)
- 2009-10:  African Stars FC (2)
- 2010-11:  Black Africa FC (7)
- 2011-12:  Black Africa FC (8)
- 2012-13:  Black Africa FC (9)
- 2013-14:  Black Africa FC (10)
- 2014-15:  African Stars FC (3)
- 2015-16:  Tigers Windhoek (2)
- 2016-17: no es disputà
- 2017-18:  African Stars FC (4)
- 2018-19:  Black Africa FC (11)
- 2019-20: no es disputà
- 2020-21: campionat abandonat
- 2021-22: no es disputà
- 2022-23:  African Stars FC (5)